# Cessna 406 Caravan II
Cessna 406 Caravan II är ett tvåmotorigt, lågvingat monoplan i helmetallkonstruktion försett med ett infällbart landställ av noshjulstyp. Maskinen tillverkas av Reims Aviation i samarbete med Cessna och har plats för fjorton passagerare samt en mans besättning.